# میریام جووانلی
میریام جووانلی (ایتالیایی: Miriam Giovanelli؛ زادهٔ ۲۸ آوریل ۱۹۸۹) مدل و بازیگر ایتالیایی-اسپانیایی است.
از فیلم‌ها یا برنامه‌های تلویزیونی که وی در آن نقش داشته‌است، می‌توان به دراکولا سه‌بعدی، فیزیک یا شیمی، لیمونچلو، خانواده سرانو، سکس، مهمانی و دروغ و میگل و ویلیام اشاره کرد.

## حرفه
میریام جووانلی در شهر رم، ایتالیا و از یک پدر ایتالیایی و مادر اسپانیایی متولد شد. فیلمشناسی او شامل بسیاری از فیلمهای اسپانیایی زبان و تعداد روزافزونی به زبان های انگلیسی و ایتالیایی است. تعدادی از این تولیدات به موفقیتهای چشمگیری دست یافته‌اند.